# Ben Johnston
Pour les articles homonymes, voir Ben Johnston (homonymie) et Johnston.
Pas d'image ? Cliquez ici

a Compétitions nationales et continentales officielles uniquement.

b Matchs officiels uniquement.
Dernière mise à jour le 2 mars 2023.
Ben Johnston, né le 8 novembre 1978 à Clatterbridge (Angleterre), est un joueur international anglais de rugby à XV jouant au poste de centre.

## Biographie
Ben Johnston joue 35 matchs de Coupe d'Europe ou de Challenge européen avec son premier club, les Saracens, puis 9 autres avec le CA Brive, inscrivant 20 essais.
Il rejoint le CA Brive en 2009 pour un contrat de deux saisons. Il retourne ensuite jouer en Angleterre, et termine sa carrière de joueur avec le Nottingham RFC en deuxième division.